# Wulff-Dieter Heintz
Wulff-Dieter Heintz (* 3. Juni 1930 in Würzburg; † 10. Juni 2006 in Swarthmore, Pennsylvania) war ein deutscher Astronom.

## Leben
Heintz wurde 1953 an der Ludwig-Maximilians-Universität München promoviert und forschte an deren Universitäts-Observatorium in Mount Stromlo in Australien, dessen Direktor er von 1972 bis zum Ruhestand 1998 war.
Heintz war Spezialist für Doppelsterne.
Neben astronomischen Schriften veröffentlichte er auch Literatur zum Schachspiel.

## Veröffentlichungen
- Das kleine Buch vom Schach. Von den Grundlagen zur modernen Theorie. Herder, Freiburg/Basel/Wien 1962.
- Kleine Himmelskunde. Eine Einführung in die Grundlagen der Astronomie. Philler, Minden 1965.
- Die Welt der Planeten. Ihre Entdeckung und Erforschung. Goldmann, München 1966.
- Das praktische Schachbuch. Für Anfänger, Fortgeschrittene und Könner. Einführung und Grundlagen, Spielführung mit Partiebeispielen, Endspiellehre und Eröffnungstheorie, Problemschach, Turnierregeln. Heyne, München 1968; 13. Aufl. ebd. 1982, ISBN 3-453-41011-4.
- Doppelsterne. Goldmann, München 1971, ISBN 3-442-55012-2